# Ам Гросен Брух
Ам Гросен Брух (њем. Am Großen Bruch) општина је у њемачкој савезној држави Саксонија-Анхалт. Једно је од 35 општинских средишта округа Берде. Према процјени из 2010. у општини је живјело 2.398 становника. Посједује регионалну шифру (AGS) 15083025.

## Географија
Ам Гросен Брух се налази у савезној држави Саксонија-Анхалт у округу Берде. Општина се налази на надморској висини од 99 метара. Површина општине износи 50,1 km².

## Становништво
У самом мјесту је, према процјени из 2010. године, живјело 2.398 становника. Просјечна густина становништва износи 48 становника/km².